# Rupea
Rupea (en alemany Reps; en hongarès: Kőhalom, "monticle de roques"; llatí Ripa) és una ciutat del comtat de Brașov, a Transsilvània (Romania). Administra un poble, Fișer (Schweischer; Sövénység), que té una església fortificada. Els noms romanesos més antics de l'assentament inclouen Cohalm i Holuma. Segons el cens del 2011, el 71,6% dels habitants eren romanesos, el 19,5% hongaresos, el 7,1% gitanos i l’1,7% alemanys.